# Sporting Club Requena
El Sporting Club Requena es un equipo de fútbol de la ciudad de Requena, en la provincia de Valencia, España. Su categoría actual es la Lliga À Punt Comunitat .

## Historia

### Comienzos
A principios del siglo XX, en la segunda década, comenzó la andadura deportiva entre los años 1920 -1930 un equipo de fútbol que fue el comienzo de lo que hoy se conoce como el S.C. Requena. En el año 1928 fue dado de alta en la Federación Valenciana las raíces de lo que hoy conocemos SC REQUENA. Antes de la Guerra Civil existieron varios equipos en Requena, el UD La Muerte, el AD Requena, el Rayo Requena, entre otros. En 1928 se fusionaron el UD Requena con el CD Requena resultando el actual SC Requena. Después vendría la Guerra Civil Española que entre los años 1936 y 1939 hizo que desapareciera el fútbol, por completo. Tanto en 1ª División en las divisiones regionales donde sólo se jugó una liga entre los equipos de la costa mediterránea entre los que estaban el Valencia C.F. y el F.C. Barcelona

### Década de los 50
Entre 1950 y 1960, el Sporting Club Requena militó gran parte en la Tercera Regional, intentando subir a la Segunda Regional pero con poco éxito, el ascenso se consiguió en la temporada 58/59 quedando campeón de dicho grupo.

### Década de los 60
Entre 1960 y 1970, consiguió subir de Segunda a Primera Regional ascendiendo por primera vez a Tercera División en la temporada 62/63, realizando en la primera temporada la mejor clasificación histórica del Sporting. Después de 5 temporadas seguidas una reestructuración hizo descender al Requena, llegando incluso a descender hasta Segunda Regional.

### Los años 70
Entre 1970 y 1980, el Sporting Club Requena se mantuvo en Primera Regional durante toda la década, tras subir en la temporada 69/70. En estos años destacaban los viajes que el Sporting Club Requena tenía que hacer hasta Motilla del Palancar o los derbis contra el Utiel, el San Antonio y Las Cuevas.

### El milagro de los 80
Entre 1980 y 1990, la ilusión vuelve al Sporting para poder ascender pero los primeros años no se consiguieron. Fue en la temporada 83/84 cuando se consigue ascender a la Regional Preferente de la mano de José Pons tras ganar 28 encuentros de las 38 jornadas, 18 de ellos en casa y marcando un total de 84 goles a favor. En la temporada 84/85, vino el ascenso a la Tercera División. Se quedó en segundo lugar, tras el Nules que quedó campeón, se tuvo que jugar la fase de ascenso contra el Oliva, al cual se le ganó 2-3 en su campo, donde se logró darle la vuelta al marcador que al descanso era de 2-0, los goles fueron de Castro, por partida doble y de Granero a falta de dos minutos para la fin del partido, en la vuelta el Sporting se impuso por 6-1: Un doblete de Granero, un hat-trick de Castro y uno de Fuster. Tras cinco años en Tercera División en la temporada 89/90 tras quedar último y hacer una mala temporada se desciende a Preferente.

### Los años 90
Entre 1990 y 2000 descendido de 3ª División, se intenta el ascenso de muchas maneras, de la mano de varios presidentes y que ven como no pueden conseguir su propósito y abandonan dicho cargo. La ilusión vuelve de la mano de Manuel Rodríguez, como presidente y de Agustín González como entrenador, que consiguen jugar la liguilla de Promoción en la temporada 96/97 donde el Requena queda 2º clasificado. En la temporada 97/98, se consigue el campeonato tras 14 años sin conseguirlo jugando la Promoción por segundo año consecutivo. En la liguilla, solamente se consigue un punto de los 18 posibles en un grupo que estuvo compuesto por el Dènia, El Puig y Alzira. En la temporada 98/99, el Requena se proclamaría campeón jugando la fase de ascenso con el Buñol que había eliminado al Villajoyosa. En la ida el Requena perdió 2-1 y en la vuelta 0-1 ascenciendo el Buñol a 3ª.

### El comienzo del milenio
Entre 2000 y 2010 tras dos años malos donde estuvo a punto de desaparecer el equipo desciende a primera regional donde estuvo dos años, ascendiendo en la temporada 02/03. Dos temporadas después coge el equipo Elías Ramírez subiéndolo a Tercera en la campaña 05/06 a pesar de ser eliminado por el Pinoso, las vacantes en Tercera posibilitó el ascenso. En la temporada siguiente vuelve a Preferente tras quedar último. El SC Requena absorbe al CDF Requena formando la junta directiva los antiguos dirigentes del desaparecido CDF Requena. En octubre de 2009 dimite en pleno la directiva encabezada por José Luis Ruiz Sanglada formándose una Junta Gestora encabezada por José Rafael Serrano García, se consigue mantener el equipo. En la temporada 2010/2011 se consigue ascender a Tercera División tras derrotar al Hércules B y al Burriana en la promoción de ascenso. A la temporada siguiente se desciende a Preferente quedando en la quinta posición. Con Serrano García al frente del club se logra un nuevo ascenso a Tercera División en la temporada 2013-14 siendo dirigido el conjunto requenense por Alfonso López Langa.

## Palmarés
- Temporadas en Tercera División:
- 13

- Temporadas en Preferente: 28

- Temporadas en Regional: 19

(Datos del 2022)

## Estadio
El Requena disputa sus encuentros en el Estadio Municipal Tomás Berlanga

## Uniforme
- Camiseta: Negro, con una raya diagonal blanca.
- Pantalón: Blanco.
- Medias: Blancas.